# ERRA
ERRA is een Amerikaanse metalcoreband afkomstig uit Birmingham, Alabama.

## Biografie
De band is opgericht in 2009 door Alex Ballew, Jesse Cash, Adam Hicks, Garrison Lee en Alan Rigdon, die elkaar kenden van de middelbare school. De naam van de band is geïnspireerd op het Akkadische Erra-epos, waarin Erra de god van rampspoed is. In de daaropvolgende jaren bracht de band een tweetal Ep's uit, waarmee ze een contract verdienden bij Tragic Hero Records.
Op 30 november 2011 bracht de band vervolgens haar debuutalbum Impulse, uit, waarna ze ter promotie toerden met bands als Born of Osiris en Upon a Burning Body. In de daaropvolgende jaren toerde de band extensief, verlieten Hicks, Lee en Rigdon de band en bracht de band haar tweede studioalbum Augment uit. In 2014 tekende de band bij Sumerian Records, waar ze hun derde EP, Moments of Clarity, dat op een eerste plaats piekte in de Top Heatseekers van Billboard. Ter promotie stond de band hierna in het voorprogramma van bands als August Burns Red en Tesseract. Vanwege gezondheidsredenen vertrok ook Ian Eubanks, de vervanger van Lee als screamer, weer. Voormalige Texas in July-lid J.T. Cavey was zijn vervanger. 
Met Cavey nam de band vervolgens haar derde studioalbum op Drift, op, waarmee ze na de uitgave op 8 april 2016 voor een derde keer op rij de eerste plaats behaalden in de Heatseekers-hitlijst. Hierna toerde de band onder andere voor de Sumerian 10-year tour samen met Born of Osiris, Veil of Maya, After the Burial en Bad Omens.
Op 10 augustus 2018 bracht de band het album Neon uit, waarmee ze wederom een eerste plaats in de Heatseekers-hitlijst bereikten. In de maand daarop toerde de band ter promotie met After the Burial en The Acacia Strain. 
In de lente van 2019 toerde de band met We Came as Romans, Crown the Empire en SHVPES. In augustus van datzelfde jaar bracht de band de eerste single voor haar nieuwe album uit, waarna ze op de Neon/Alien tour vertrokken, met bands als Northlane, Crystal Lake en Currents. 

## Bezetting
Huidige leden
- Alex Ballew – drums, percussie (2009–heden)
- Jesse Cash – gitaar, schone vocalen (2009–heden); bas (2014–2016)
- Sean Price – gitaar (2014–heden); bas (2012–2016)
- J.T. Cavey – niet-schone vocalen  (2016–heden)
- Conor Hesse – bas (2016–heden)

Voormalige leden
- Adam Hicks – bas (2009–2012)
- Garrison Lee – niet-schone vocalen (2009–2014)
- Alan Rigdon – gitaar, achtergrondvocalen (2009–2014)
- Ian Eubanks – niet-schone vocalen (2014–2015)

Tijdlijn

## Discografie
Studioalbums
- 2011: Impulse
- 2013: Augment
- 2016: Drift
- 2018: Neon
- 2021: ERRA

Ep's
- 2010: ERRA
- 2010: Andromeda
- 2014: Moments of Clarity

Singles
- 2011: White Noise
- 2013: Pulse
- 2013: Hybrid Earth
- 2014: Dreamcatcher
- 2016: Luminesce
- 2016: Drift
- 2016: Orchid
- 2016: Hourglass
- 2018: Disarray
- 2018: Breach
- 2019: Eye of God
- 2019: You Think I Ain't Worth a Dollar, But I Feel Like a Millionaire (Queens of the Stone Age cover)